# 米亚洛斯
米亚洛斯（法語：Mialos，法語發音：[mjalɔs]）是法国大西洋比利牛斯省的一个市镇，属于波城区。

## 地理
米亚洛斯（43°29'39"N, 0°24'31"W）面积4.54 平方千米，位于法国新阿基坦大区大西洋比利牛斯省，该省份为法国东南部省份，涵盖了贝阿恩与北巴斯克，西临大西洋比斯開灣，北至朗德省，东北接热尔省，东临上比利牛斯省，南与西班牙接壤。
与米亚洛斯接壤的市镇（或旧市镇、城区）包括：菲舒斯-里于马尤、隆松、卢维尼、梅拉克、塞比、维涅。

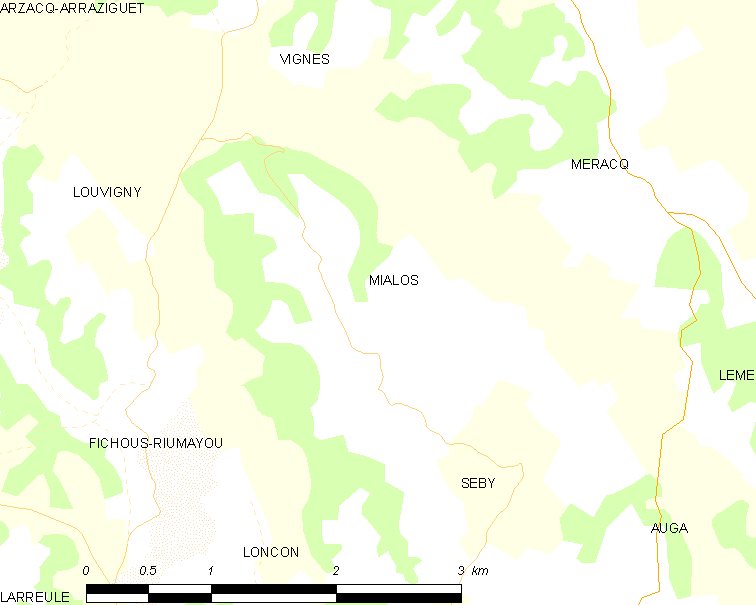
米亚洛斯的OSM定位图

米亚洛斯的时区为UTC+01:00、UTC+02:00（夏令时）。

## 行政
米亚洛斯的邮政编码为64410，INSEE市镇编码为64383。

## 政治
米亚洛斯所属的省级选区为阿尔蒂克斯和苏贝斯特尔地区县。

## 人口

1962-2008年间米亚洛斯人口变化图示

米亚洛斯于2022年1月1日时的人口数量为140人。